# Mezzovico-Vira
Mezzovico-Vira es una comuna suiza del cantón del Tesino, situada en el distrito de Lugano, círculo de Taverne. Limita de sur a norte con la comuna de Monteceneri, y al este con Capriasca.

## Proyecto de fusión
El 25 de noviembre de 2007 fue parcialmente aprobada la fusión de las comunas de Bironico, Camignolo, Mezzovico-Vira, Rivera, Sigirino, Medeglia e Isone en la nueva comuna de Monteceneri.
Mezzovico-Vira e Isone rechazaron la fusión, además el Consejo de Estado del Tesino no quiso proponer una fusión obligatoria. El 2 de diciembre de 2008 el Parlamento cantonal decidió crear la nueva comuna de las cinco comunas que aprobaron la fusión.
Mezzovico-Vira fue una de las dos comunas en reprobar la votación consultativa del 25 de noviembre de 2007 en la que se preguntaba a los votantes si estaban de acuerdo con la fusión de las siete comunas en una sola denominada Monteceneri. En Mezzovico-Vira de un total de 599 votos (81,39% de participación), 259 fueron a favor (43,75%), mientras que 333 fueron desfavorables (56,25%).